# МКС-6
МКС-6 — шестая долговременная экспедиция Международной космической станции. Экспедиция работала на борту МКС с 25 ноября 2002 года по 3 мая 2003 года.
Во время шестой экспедиции был принят и разгружен ТГК «Прогресс М-47» (запуск 02.02.2003, стыковка 04.02.2003). Также проведены научные исследования и эксперименты по российской и американской программам. По завершении станция была передана экипажу 7-й основной экспедиции.
Из-за катастрофы «Колумбии» полёт был продлен на два месяца, посадка вместо «Атлантиса» была выполнена на «Союзе ТМА-1».

## Экипаж
| Должность       | Член экипажа               | № полёта | Корабль доставки | Корабль отбытия |
| --------------- | -------------------------- | -------- | ---------------- | --------------- |
| Командир, пилот | Кеннет Бауэрсокс, НАСА     | 5        | STS-113          | «Союз ТМА-1»    |
| Бортинженер-1   | Николай Бударин, Роскосмос | 3        | STS-113          | «Союз ТМА-1»    |
| Бортинженер-2   | Доналд Петтит, НАСА        | 1        | STS-113          | «Союз ТМА-1»    |

ИсточникРКК «ЭНЕРГИЯ»

## Параметры полёта
- Наклонение орбиты — 51,6°;
- Период обращения — 92,0 мин;
- Перигей — 384 км;
- Апогей — 396 км.

## Ход экспедиции

### Выходы в открытый космос
Первый выход планировался 12 декабря 2002 года (его должны были совершить астронавты Кеннет Бауэрсокс и Николай Бударин), однако в связи с несоответствием американским требованиям параметров сердечной деятельности при физической нагрузке обоих космонавтов, выход был отменён 10 декабря.
- 15 января 2003 года, длительность 6 часов 51 минута — астронавты Кеннет Бауэрсокс и Доналд Петтит, выход из модуля «Квест». Этот выход, в рамках программы МКС, был юбилейным — пятидесятым[7]! В задачи выхода входили обеспечение развертывания среднего радиатора секции P1, очистка надирного стыковочного узла ACBM модуля «Юнити», монтаж светильника на тележку CETA 2 на секции S1 и осмотр блока EAS на секции P6.
- 8 апреля 2003 года, длительность 6 часов 26 минут — астронавты Кеннет Бауэрсокс и Доналд Петтит[8], выход из модуля «Квест». Замена модуля управления в системе энергоснабжения RPCM 3A (от англ. Remote Power Control Module) на мобильном транспортере MT (от англ. Utility Transfer Assembly — UTA) и изменение конфигурации подачи питания на гиродины CMG (от англ. Control moment gyroscope — буквально: гироскоп с управляющим моментом) номер 2 и 3.

### Принятый грузовой корабль
- «Прогресс М-47», старт 2 февраля 2003 года, стыковка к кормовому узлу модуля «Звезда» 4 февраля 2003 года.

### Отстыкованный грузовой корабль
- «Прогресс М1-9», отстыковка и окончание существования 1 февраля 2003 года.

## Интересные факты
- После крушения шаттла стало ясно, что замена экипажа МКС в марте 2003 года невозможна. Стало очевидно, что замену экипажу доставит Союз. Однако основными спорными моментами являлись нехватка питьевой воды (как следствие, сокращение экипажа до 2-х человек) и возможность выхода в открытый космос в американских скафандрах через шлюзовой отсек модуля «Квест» двоих человек без посторонней помощи[9].
- В связи с началом 20 марта 2003 года военной операции американо-британской коалиции в Ираке вновь встал вопрос о возможности использования МКС в военных целях. За день до начала кампании Росавиакосмос официально заявил, что «экипаж МКС не будет отслеживать перемещение иракских войск во время военной операции, так как МКС никогда не предназначалась для подобных целей»[10].
- Из-за того, что «Союз ТМА-1» выполнил баллистический спуск, приземление было осуществлено в 440 км от расчетной точки[4].